# Pectinaria (Angraecum)
Pectinaria es una sección del género Angraecum perteneciente a la familia de las orquídeas.
Contiene  unas siete especies originarias de Madagascar, Comoras, Mascareñas y África continental. 

## Especies seleccionadas
Tiene unas siete especies:
- Angraecum dasycarpum Schltr.
- Angraecum doratophyllum Summerh.
- Angraecum gabonense Summerh.
- Angraecum humblotianum (Finet) Schltr. (1915)
- Angraecum pectinatum'' Thou
- Angraecum pungens Schltr.
- Angraecum subulatum Lindl.